# Џераш
Џераш арап. جرش у антици познат и као Гераса је седиште и највећи град области Џераш у северном делу Јордана. Налази се на око 48 км северно од престолнице Амман, у близини границе са Сиријом. Област Џераш је позната по врло разноликом рељефу, односно са микроклимом која потиче од врло хладних планина до плодних долина на 250-300 м надморске висине, што је створило услове за узгајање различитих пољопривредних култура.
Џераш још називају и  Помпеји Истока, захваљујући бројним рушевинама и артефактима из времена античке римске власти, када је уживао у вишевековном просперитету и представљао једно од најважнијих трговачких и културних средишта Блиског истока. Од 1920-их у њему трају готово непрестана археолошка ископавања, и сматра се једним од најбоље очуваних античких градова, а туризам представља једну од главних економских грана.
- Džeraš
- Хадријанов свод
- Рељеф
- Улица максимуса
- Овални форум
- Артемидин храм
- Зевсов храм
- Јужни театар
- Хиподром